# Edgar Berney
Edgar Berney (ur. 6 maja 1937 roku, zm. 21 września 1987 roku) – szwajcarski kierowca wyścigowy.

## Kariera
Berney rozpoczął karierę w międzynarodowych wyścigach samochodowych w 1961 roku od startu w klasie GT 2.0 24-godzinnego wyścigu Le Mans, którego nie ukończył, ale w swojej klasie uplasował się na drugiej pozycji. Dwa lata później odniósł zwycięstwo w klasie P +5.0. W latach 1966, 1969 nie dojeżdżał do mety.